# Francisco Rúa
Francisco Rúa (4 de fevereiro de 1911 - data de morte desconhecida) foi um futebolista argentino que competiu na Copa do Mundo FIFA de 1938, realizada na Itália.